# Billie Holiday
Billie Holiday, geboren als Eleanora Fagan (Philadelphia, 7 april 1915 – New York, 17 juli 1959), wordt algemeen beschouwd als een van de belangrijkste en invloedrijkste Amerikaanse jazz-zangeressen. Zij werd, behalve als Billie Holiday, ook bekend onder de bijnaam Lady Day, die tenorsaxofonist Lester Young haar had gegeven. Holiday, op haar beurt, was verantwoordelijk voor Youngs bijnaam Pres of Prez (afkorting van President).

## Biografie
Billie Holiday was de dochter van gitarist Clarence Holiday (Baltimore, 23 juli 1898 - Dallas, 1 maart 1937) en Sadie Fagan (Baltimore, 16 augustus 1895 - New York, 6 oktober 1945). Haar vader was 16 en haar moeder 19 toen Billie Holiday als Eleanora Fagan geboren werd. De artiestennaam Billie ontleende de zangeres aan Billie Dove, een actrice die zij bewonderde.
De kindertijd van Holiday is enigszins in nevelen gehuld en heeft soms meer weg van een legende. Het begint al bij haar geboorte. Veel bronnen vermelden 1915 als geboortejaar, sommige bronnen noemen het jaar 1912. Ook het moment waarop zij begon met zingen staat niet onomstotelijk vast.

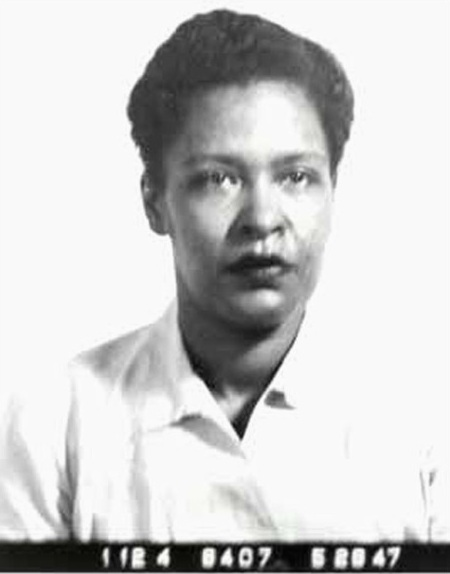
Politiefoto na Holidays arrestatie voor verboden drugsbezit (16 mei 1947)

Volgens haar eigen biografie werd zij ontdekt in 1933, toen een dansauditie mislukte en zij in plaats daarvan werd gevraagd te zingen, maar eigenlijk lijkt het aannemelijker dat zij al in 1930 of 1931 zong in New Yorkse jazzclubs.
Wat wel vaststaat, is dat zij in 1933 voor het eerst in de publiciteit kwam door een column in het blad Melody Maker, geschreven door producent John Hammond. Deze bracht haar in contact met Benny Goodman, die haar met haar eigen orkestje een platendebuut bezorgde met het lied Your Mother's Son in Law (geschreven door Alberta Nichols en Mann Holiner).
Het jaar daarop maakte Holiday furore in de New Yorkse jazzclubs, wat resulteerde in een optreden in het vermaarde Apollo Theater. Later speelde zij samen met Lester Young, Count Basie en Artie Shaw. Zij doorbrak de rassenscheiding door samen te spelen met blanke muzikanten.
Holiday werkte voor Columbia aan het einde van de jaren 1930, toen zij kennismaakte met het lied Strange Fruit, over het lynchen van een zwarte man. De uit The Bronx afkomstige middelbareschooldocent, dichter en (liedjes)schrijver Abel Meeropol schreef het lied in 1937 onder het pseudoniem "Lewis Allen". Meeropol was als communist van Russisch-Joodse afkomst diep geschokt door en sterk gekant tegen de rassenwaan in Amerika.
In de loop van haar leven begon Holiday steeds meer drank en drugs te gebruiken. In 1947 werd zij zelfs gearresteerd voor overtreding van het verbod op drugs, waarna zij een jaar doorbracht in een centrum voor verslaafden. Alhoewel zij geen vergunning meer kreeg om in New York op te treden, ging Holiday door met concerten geven. Tien dagen na haar vrijlating zong zij in een overvolle concertzaal in Carnegie Hall. Haar blijvende verslaving aan heroïne tastte wel haar stem aan, maar niet haar gevoeligheid en techniek. Uiteindelijk kostte deze verslaving haar in 1959 het leven.

## Stijl

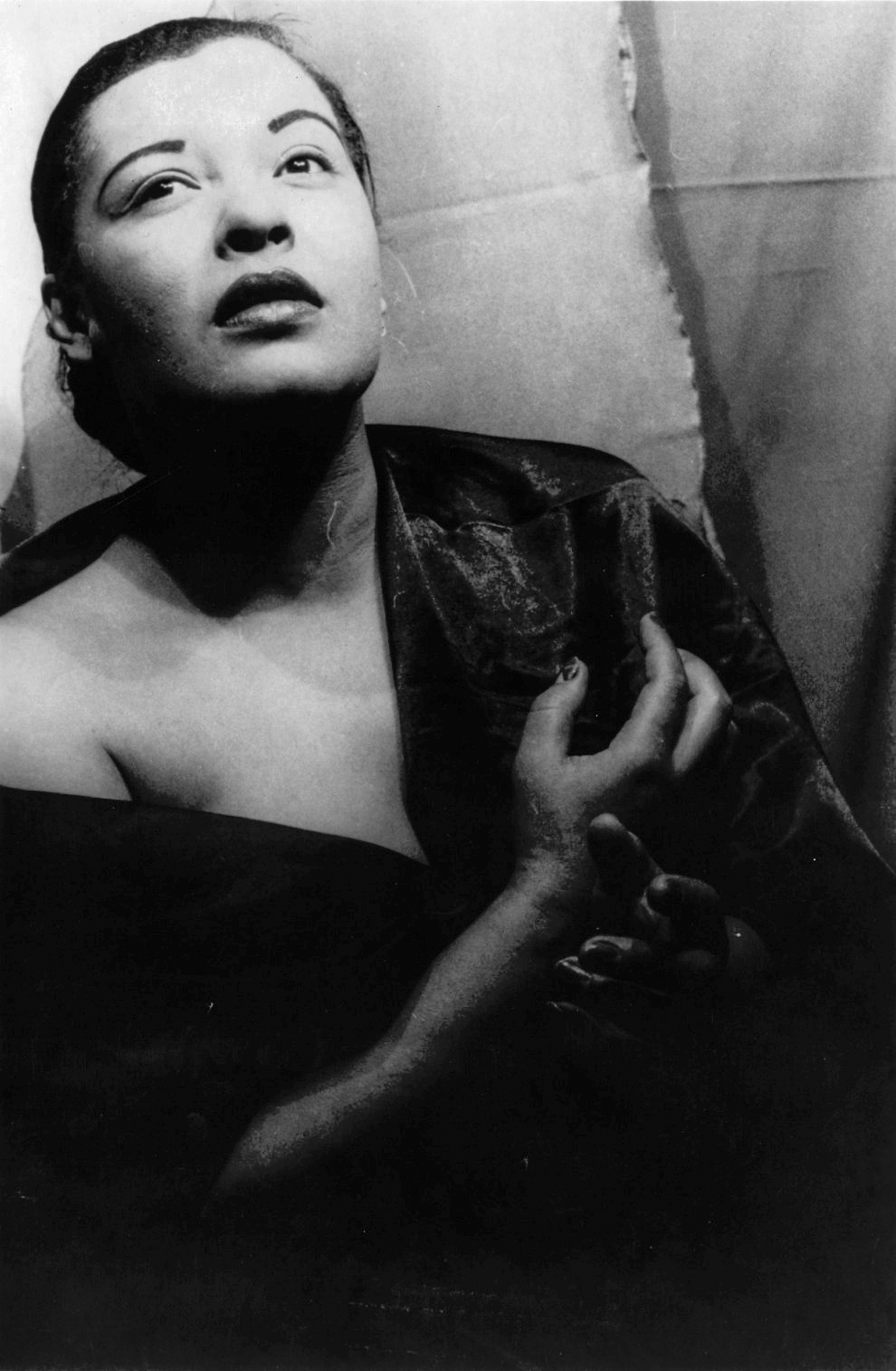
Billie Holiday gefotografeerd door Carl Van Vechten in 1949

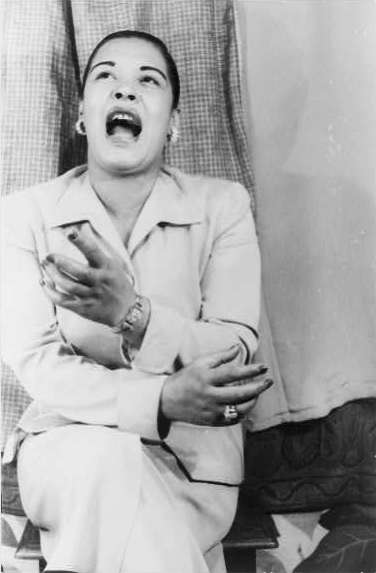
Billie Holiday gefotografeerd door Carl Van Vechten in 1949

Holiday werd bekend doordat ze een voor die tijd ongekende eigen stijl had. Ze zong niet op de gebruikelijke zoetsappige, keurige manier en had daardoor een grote invloed op zangeressen na haar. Holiday legde vaak accenten na de tel, waardoor de liederen die zij zong een swingender en dramatischer karakter kregen. Het gebruik van onverwachte tonen is kenmerkend voor haar stijl, net als de uithalen aan het einde van een lied.
Door het moeilijke leven dat Holiday heeft gehad, klinken de teksten die zij zingt erg overtuigend: er is een duidelijk verschil te horen tussen nummers die zij in het begin van haar carrière opnam en die van latere datum. Naarmate zij ouder werd, klonk haar stem allengs rauwer en doorleefder.

## Autobiografie
Drie jaar voor haar dood schreef zij, geholpen door journalist William Dufty, haar autobiografie: Lady Sings the Blues (tevens de titel van een van haar grootste hits). Het verhaal is omstreden, omdat zij nogal eens de hand zou hebben gelicht met de feiten. Het boek vertelt in ieder geval een schrijnend verhaal over drugsgebruik, door de overheid opgelegde ontwenningskuren en relaties met mannen door wie zij vrijwel zonder uitzondering werd uitgebuit en mishandeld. 
Lady Sings the Blues werd in 1972 verfilmd met Diana Ross als Billie Holiday.

## Discografie

### Albums en gastoptredens
| Album met hitnotering(en) in de Vlaamse Ultratop 200 albums   | Datum van verschijnen | Datum van binnenkomst | Hoogste positie | Aantal weken | Opmerkingen |
| ------------------------------------------------------------- | --------------------- | --------------------- | --------------- | ------------ | ----------- |
| Lady in satin                                                 | 2015                  | 18-04-2015            | 72              | 4            |             |
| Billie's choice - the definitive 100th anniversary collection | 2015                  | 16-05-2015            | 198             | 1*           |             |

### Hits
- God Bless the Child (Billie Holiday/Arthur Herzog jr.)
- Strange Fruit (Abel Meeropol alias Lewis Allan), een aanklacht tegen rassendiscriminatie en lynchpartijen
- Lover man (Oh, Where Can You Be?) (Jimmy Davis/Roger 'Ram' Ramirez/Jimmy Sherman)
- (Hush Now) Don't Explain (Billie Holiday/Arthur Herzog jr.)
- Lady Sings the Blues (Billie Holiday/Herbie Nichols)
- Billie's Blues (I Love My Man) (Billie Holiday)
- Fine and Mellow (Billie Holiday)

### NPO Radio 2 Top 2000
In de Top 2000 is het nummer "Summertime" uit 1936 het op een na oudste nummer dat ooit in de lijst heeft gestaan.
| Nummers met noteringen in de NPO Radio 2 Top 2000 | '99 | '00 | '01  | '02 | '03 | '04 | '05  | '06  | '07  | '08  | '09  | '10  | '11  | '12  | '13  | '14  | '15  | '16  |
| ------------------------------------------------- | --- | --- | ---- | --- | --- | --- | ---- | ---- | ---- | ---- | ---- | ---- | ---- | ---- | ---- | ---- | ---- | ---- |
| Strange Fruit                                     | -   | -   | -    | -   | -   | -   | 1651 | 1574 | 1003 | 1760 | 1482 | 1440 | 1258 | 1895 | 1745 | 1798 | 1979 | 1989 |
| Summertime                                        | 562 | -   | 1012 | 789 | 547 | 776 | 859  | 1151 | 812  | 827  | 1293 | 1118 | 1194 | 1800 | 1837 | -    | -    | -    |

1. ↑  Een '-' betekent dat het nummer niet was genoteerd en een vetgedrukt getal geeft de hoogste notering van een nummer aan.
2. ↑  Deze tabel is bijgewerkt tot en met de laatste editie (2024).

### Boeken met een hoofdstuk over Billie Holiday
- 33 Revolutions per minute (A history of protestsongs, from Billie Holiday to Green Day) - Dorian Lynskey - 2011 - Ecco - New York
- A Golden Age of Jazz Revisited 1939 - 1942 - Hazen Schumacher and John Stevens - 2008 - NPP Books - Ann Arbor, VS
- American Music Is - Nat Hentoff - 2004 - Da Capo Press - Cambridge, VS
- Beyond the Curve - Eddie J. Martin - 2016 - USA
- Black Visions '88, Lady Legends in Jazz - James Briggs Murray - 1988 - Tweed Gallery - New York
- Black Woman in America - Darlene Clark Hine - 1997 - Facts On File - New York
- Blue Notebook - Willem M. Roggeman - 2006 - Demian - Antwerpen
- Blues Legacies and Black Feminism - Angela Y. Davis - 1999 - Vintage Books - New York
- Combo: USA - Rudi Blesh - 1971 - Da Capo Press - New York
- Die Jazz-Frauen - Gunna Wendt (Hg.) - 1992 - Luchterhand Literaturverlag GmbH - Hamburg
- Dierbare herinneringen - Françoise Sagan - 1985 - De Arbeiderspers - Amsterdam, Nederland
- Dreams are made for Children + cd - Sébastien Noly - 2015 - The Secret Mountain - Parijs
- Essays on Jazz - Burnett James - 1990 - Da Capo Press - New York, NY USA
- Geen volkse god in uw achtertuin - Hans Vlek - 1980 - Em. Querido's Uitgeverij B.V. - Amsterdam
- Giganten des Jazz - Studs Terkel, vert. Kaarl Heinz Siber - 2005 - Zweitausendeins - Frankfurt am Main
- Great African Americans in Jazz - Carlotta Hacker - 1997 - Crabtree Publishing Company - New York
- Great Black Entertainers - Tom Tierney - 1984 - Dover Publications, Inc. - Mineola, VS
- Idole 6 - Siegfried Schmidt-Joos - 1985 - Populäre Kultur - Ullstein, Wenen
- Jazz Cartoon - Filips/Philippe Koechlin - 1989 - Art Moderne - Parijs
- Kijk op Jazz - Chris Craker - 1994 - Bruna - Utrecht
- Knaus Jazz Lexikon - Stephen Longstreet, Alfons M. Dauer - 1957 - Droemersche Verlagsanstalt - München
- Lesbianism in the Starlets of Old Hollywood - Dana Rasmussen - 2011 - Webster's Digital Services - ??
- Les Dieux du Jazz - 1994 - Éditions Atlas - Parijs
- Louis' Children/ American Jazz Singers - Leslie Gourse - 2001 - Cooper Square Press - New York
- Music at the Cross Roads - Mark Osteen & Frank J. Graziano - 2010 - Apprentice House - Baltimore
- Never Plead Guilty - John Wesley Noble and Bernard Averbuch - 1955 - Ballantine Books - New York
- New Musical Express - Jack Scott - 1974 - IPC Magazines Ltd - Londen
- of Thee I Sing - Barack Obama/ Illustratie Loren Long - 2010 - Alfred A. Knopf - New York
- Renaissance Women - Laurance Holder - 2002 - 1stBooks - VS
- Satin Dolls: The Women of Jazz - Andrew G. Hager - 1994 - Michael Friedman Publishing - New York
- Sisters of the Extreme - Cynthia Palmer/Michael Horowitz - 2000 - Park Street Press - Rochester, VS
- Strange Fruit - David Margolick - 2000 - Running Press - Philadelphia
- Songbird - Donald F. Reuter - 2001 - Universe Publishing - New York
- Superwomen - Jamantha Watson - 2015 - Epaga House Publishing Company, Inc. - Great Britain
- Talking Jazz - Max Jones - 1988 - W. W. Norton & Company - New York
- The art of Jazz - edited by Martin Williams, Billie Holiday bijdrage Glenn Coulter - 1959 - Da Capo Press - New York
- The Jazz Makers - Nat Shapiro & Nat Hentoff - 1979 - Da Capo Press
- The Jazz Singers - Bruce Crowter & Mike Pinfold - 1986 - Blanford Press - Londen
- The Making of Jazz - James Lincoln Collier - 1981 - Papermac - Londen
- The New Grove Dictionary of Jazz - Barry Kernfeld - 1994 - Macmillan Press Ltd. - Londen
- The Reluctant Art - Benny Green - 1963 - Horizon Press Inc. - Plainview, VS
- This Indecision is Final - Barry Gibbons - 1996 - Irwin - Burr Ridge, VS
- Torch Singing - Stacy Holman Jones - 2007 - Altamira Press - Plymouth, Engeland
- Toward Jazz - André Hodier - 1962 - Da Capo Press - New York
- WahWah - Christine Otten - 2007 - Nieuw Amsterdam - Amsterdam
- Weather Bird - Gary Giddins - 2004 - Oxford University Press - New York
- Woman who changed the world - Rosalind Horton & Sally Simmons - 2006 - Quercus Publishing Plc - Londen
- Words and Songs of Bessie Smith, Billie Holiday, and Nina Simone - Melanie E. Bratcher - 2007 - Routledge - New York
- Zin in...Zingen - Frances van Gool - 2000 - Karakter Uitgevers - Uithoorn

## Films
- New Orleans - een film van Arthur Lubin met onder anderen Louis Armstrong, Billie Holiday, Woody Herman, Arturo DeCordova, Dorothy Parick, Shelley Winters, Meade Lux Lewis, Zuttie Singleton en Barney Bigard. Het bekendste lied uit deze film is een duet van Billie met Louis Armstrong getiteld Do You Know What It Means to Miss New Orleans?
- Lady Sings the Blues - een Amerikaanse verfilming uit 1972, gebaseerd op haar autobiografie. De film werd geregisseerd door Sidney J. Furie met Diana Ross in de hoofdrol
- The United States vs. Billie Holiday - een Amerikaanse verfilming uit 2021, gebaseerd op het boek Chasing the Scream van Johann Hari. De film werd geregisseerd door Lee Daniels met Andra Day in de hoofdrol

## Theater
- Addicted to Blues - Een musical met Sophia Wezer over Billie Holiday (2016-2017).[3]